# Gettin' Down to It
Gettin' Down to It è il ventottesimo album in studio del cantante statunitense James Brown, pubblicato nel 1969.

## Tracce
Side 1
1. Sunny (Bobby Hebb) (con Marva Whitney) – 3:17
2. That's Life (Kelly Gordon, Dean Kay) – 4:29
3. Strangers in the Night (Bert Kaempfert, Charles Singleton, Eddie Snyder) – 3:26
4. Willow Weep for Me (Ann Ronell) – 4:39
5. Cold Sweat (James Brown, Alfred Ellis) – 5:02
6. There Was a Time (James Brown, Bud Hobgood) (con Kenny Poole & Lee Garrett) – 2:58

Side 2
1. Chicago (Fred Fisher) – 2:51
2. (I Love You) For Sentimental Reasons (William Best, Deek Watson) – 7:40
3. Time After Time (Sammy Cahn, Jule Styne) – 4:48
4. All the Way (Sammy Cahn) – 3:40
5. It Had to Be You (Isham Jones, Gus Kahn) – 2:42
6. Uncle (Frank Vincent) (con Kenny Poole) – 2:35